# مارتي فيرجيس
مارتي فيرجيس (بالإسبانية: Martí Vergés) (مواليد 8 مارس 1934) هو لاعب كرة قدم. يلعب مع منتخب إسبانيا لكرة القدم. سبق له أن لعب في كأس العالم لكرة القدم مع منتخب بلاده.

## روابط خارجية
- مارتي فيرجيس على موقع الاتحاد الدولي (مؤرشف)  (الإنجليزية)
- مارتي فيرجيس على موقع قاعدة بيانات كرة القدم.إي يو (الإنجليزية)
- مارتي فيرجيس على موقع ناشيونال فوتبول تيمز (الإنجليزية)
- مارتي فيرجيس على موقع عالم كرة القدم.نت (الإنجليزية)